# مهدی قدیمی
مهدی قدیمی روزنامه‌نگار و محقق ایرانی است. او سابقه فعالیت در روزنامه‌های اعتماد، شرق داشت. در ۱۱ دی ۱۴۰۱ در جریان خیزش ۱۴۰۱ ایران ۱۰ مامور امنیتی جمهوری اسلامی به خانه او هجوم می‌آورند و ضمن تفتیش اتاق و خودرو شخصی او، موبایل و لپ‌تاپش را ضبط و او را نیز بازداشت می‌کنند. به گفته یکی از اعضای خانواده مهدی، دوربین مداربسته ساختمان محل سکونت آنها نیز از سوی ماموران امنیتی ضبط شده است. او همچنین گفته که مدتی پس از بازداشت مهدی، به دلیل اینکه ضابطان از تهران نیابت داشتند، این روزنامه‌نگار را به تهران منتقل کردند.